# Cantonul Lagnieu
Cantonul Lagnieu este un canton din arondismentul Belley, departamentul Ain, regiunea Rhône-Alpes, Franța.

## Comune
| Comune                | Populație (1999) | Cod poștal | Cod INSEE |
| --------------------- | ---------------- | ---------- | --------- |
| Ambutrix              | 657              | 1500       | 01008     |
| Blyes                 | 880              | 1150       | 01047     |
| Chazey-sur-Ain        | 1 385            | 1150       | 01099     |
| Lagnieu               | 6 694            | 1150       | 01202     |
| Leyment               | 1 260            | 1150       | 01213     |
| Loyettes              | 2 437            | 1360       | 01224     |
| Sainte-Julie          | 846              | 1150       | 01366     |
| Saint-Sorlin-en-Bugey | 1 066            | 1150       | 01386     |
| Saint-Vulbas          | 923              | 1150       | 01390     |
| Sault-Brénaz          | 1 050            | 1150       | 01396     |
| Souclin               | 256              | 1150       | 01411     |
| Vaux-en-Bugey         | 1 115            | 1150       | 01431     |
| Villebois             | 1 111            | 1150       | 01444     |